# Historisch-Geografisch Tijdschrift
Het Historisch-Geografisch Tijdschrift was een Nederlands tijdschrift dat zich richtte op het vakgebied van de historische geografie. In het tijdschrift kwamen ook aanpalende disciplines aan de orde, zoals architectuurgeschiedenis, monumentenzorg, archeologie, fysische geografie, stedenbouw, cartografie of historische ecologie. De insteek van artikelen in het tijdschrift was wetenschappelijk, hoewel ze in een toegankelijke stijl geschreven waren. Het HGT richtte zich echter niet uitsluitend op wetenschappers, maar ook op bijvoorbeeld docenten aardrijkskunde.

## Vorm
Het tijdschrift verscheen van 1983 tot 2015 drie- of viermaal per jaar en werd uitgegeven door uitgeverij Matrijs. Een editie bevatte artikelen, boekrecensies, een agenda voor symposia en een overzicht van nieuw verschenen boeken. In 2008 verscheen ter gelegenheid van het 25-jarig bestaan een dvd met de eerste 25 jaargangen.

## Afsplitsing
Door een meningsverschil tussen (een deel van) het redactieteam en de betrokken uitgeverij werd in 2015 bij uitgeverij Verloren het nieuwe Tijdschrift voor Historische Geografie gelanceerd, waaraan een deel van de oude redactie van het HGT ging werken. Uitgeverij Matrijs zette het Historisch-geografisch tijdschrift voort onder de nieuwe naam Het Nederlands Landschap, waarvan in 2016 het eerste nummer en eind 2019 het laatste nummer verscheen. Het Tijdschrift voor Historische Geografie werd in 2020 door uitgeverij Verloren overgedaan aan Amsterdam University Press en richt zich op het meer wetenschappelijke en beleidsbepalend publiek.